# Wahl zum Abgeordnetenhaus von Berlin 1963
- SPD: 89
- FDP: 10
- CDU: 41

- Regierung: 99
- Opposition: 41

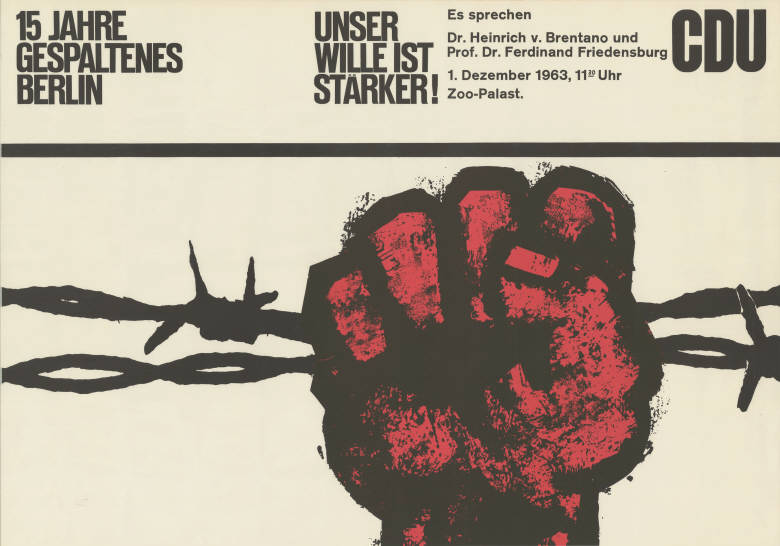
Wahlplakat der CDU

Die Wahl zum Abgeordnetenhaus von Berlin 1963 fand am  17. Februar 1963 statt und war die erste Wahl in Berlin nach dem Bau der Mauer.
Spitzenkandidat der SPD war erneut der Regierende Bürgermeister Willy Brandt, für die CDU trat wiederum sein Stellvertreter, Bürgermeister Franz Amrehn, an.
Die SPD erlebte einen großen Wahlsieg: Mit 61,9 % der Stimmen und einem Stimmenzuwachs in Höhe von 9,3 Prozentpunkten erzielte sie ihr zweitbestes Ergebnis seit Kriegsende. Überdies gelang es ihr, alle 80 Direktmandate zu gewinnen und in 5 der 12 Stadtbezirke sogar eine Zweidrittelmehrheit zu erzielen. Ihr bisheriger Koalitionspartner CDU sackte hingegen um 8,9 Prozentpunkte auf 28,8 % der Stimmen ab, während die FDP mit 7,9 % (plus 4,1 Prozentpunkte) ins Abgeordnetenhaus zurückkehrte. Aufgrund des Viermächte-Status nahm die SED(-W) wie in den früheren Abgeordnetenhauswahlen an der Wahl teil, scheiterte aber deutlich an der Fünfprozenthürde.
Mit dem hohen Wahlsieg der SPD drückten die Berliner nach Analyse der Wahlforscher ihre große Zufriedenheit mit der SPD und Brandts energischem Auftreten in Zusammenhang mit dem Mauerbau aus, während die CDU für ihr, von vielen Wählern als wenig überzeugend empfundenes, Krisenmanagement abgestraft wurde.
Nicht zuletzt der Umstand, dass Willy Brandt kurz vor der Wahl ein Zusammentreffen mit dem sowjetischen Generalsekretär Chruschtschow auf Druck der CDU absagen musste, wurde der Union nachteilig angelastet, da somit nach vorherrschender Ansicht die Chance auf eine Entspannungsmöglichkeit unversucht vergeben wurde.
Die CDU ging daraufhin in die Opposition, während Brandt trotz absoluter Mehrheit eine Koalition mit der FDP einging.
| Wahl vom 17. Februar 1963 | Wahl vom 17. Februar 1963 | Wahl vom 17. Februar 1963 | Wahl vom 17. Februar 1963 |
| ------------------------- | ------------------------- | ------------------------- | ------------------------- |
| Wahlberechtigte           | 1.748.588                 |                           |                           |
| Wahlbeteiligung           | 1.572.027                 | 89,9 %                    |                           |
| SPD                       | 962.197                   | 61,9 %                    | 89 Mand.                  |
| CDU                       | 448.459                   | 28,8 %                    | 41 Mand.                  |
| FDP                       | 123.382                   | 7,9 %                     | 10 Mand.                  |
| SED-W                     | 20.929                    | 1,3 %                     | — Mand.                   |
| Summen                    |                           | 100,0 %                   | 140 Mand.                 |